# Pseudotachidius bipartitus
Pseudotachidius bipartitus är en kräftdjursart som beskrevs av Paul A. Montagna 1980. Pseudotachidius bipartitus ingår i släktet Pseudotachidius och familjen Thalestridae. Inga underarter finns listade i Catalogue of Life.